# ارمنستان در ۲۰۲۲
ارمنستان در ۲۰۲۲ گاه‌شماری از مهم‌ترین رویدادها در سال ۲۰۲۲ در کشور ارمنستان است.

## حاکمان
- رئیس: آلن سیمونیان

## رویدادها
رویدادهای کنونی - دنیاگیری کووید-۱۹ در ارمنستان
- کارگروه بازسازی خط آهن یراسخ-جلفا-مغری-هورادیز تشکیل شد و نخست‌وزیر ارمنستان دستور تشکیل این را صادر کرد. طبق این دستور ریاست کارگروه بر عهده آرتاشس تومانیان، سفیر سابق ارمنستان در ایران که اینک سمت مشاور نخست‌وزیر می‌باشد. در این کارگروه نمایندگانی نیز از وزارت مدیریت اراضی و زیرساخت‌های جمهوری ارمنستان حضور دارند.[۱]
- والری پکرس، کاندیدای ریاست جمهوری فرانسه ابتدا به ارمنستان و سپس به جمهوری آرتساخ (۱۲ ژانویه) سفر نمود[۲][۳]

### ژانویه
- ۱ ژانویه: ارمنستان تحریم ترکیه را لغو کرد.[۴]
- ۲۳ ژانویه: رئیس‌جمهور آرمن سرکیسیان استعفا داد و آلن سیمونیان جایگزین او شد.[۵]

### مه
- برای نخستین بار ارمنستان به عنوان عضو کمیته عمومی سازمان بهداشت جهانی برگزیده شد.[۶]
- در روز ۲۵ مه ۲۰۲۲ و در ساعت ۲۲:۳۵ به وقت ایروان نخستین ماهواره ارمنستان توسط موشک اسپیس‌اکس از پایگاه نیروی هوایی کیپ کاناورال به مدار زمین پرتاب شد.[۷][۸]

### ژوئیه
- ۱۸–۱۰ ژوئیه - ۳۳مین دوره المپیاد جهانی زیست‌شناسی در ایروان، ارمنستان برگزار شد.[۹]

### دسامبر
- 1 دساکبر - هایاست۱

## سپتامبر
- ۱۷ سپتامبر - نانسی پلوسی، رئیس مجلس نمایندگان ایالات متحده آمریکا برای یک دیدار رسمی وارد ارمنستان شد. فرانک پالون رئیس کمیته انرژی و تجارت مجلس نمایندگان ایالات متحده آمریکا و انا اشو و جکی اسپیر نمایندگان ارمنی‌تبار مجلس نمایندگان ایالات متحده آمریکا وی را در این سفر همراهی نمودند.[۱۰][۱۱]

### اکتبر
- ۱۳ اکتبر - PACE [۱۲]

## درگذشتگان
- ۲۵ مه روبن آندریاسیان
- ۱۴ اوت نینا گارسویان
- آرکادی باغداساریان
- ۳ اوت ریموند دامادیان
- ۱۱ ژانویه رازمیک داوویان
- ۴ فوریه آرتور گریگوریان
- ۴ آوریل کارینه دانیلیان
- ۱۹ ژوئیه ورساند هاکوبیان
- ۸ ژوئن آرام سیمونیان
- ۱۳ اوت ستراک (سیران) سارویان
- ۲۹ آوریل آرمن سارگسیان (دیپلمات)
- ۲۰ مه یوریک جاوادیان
- ۱۰ مارس آلوارد پتروسیان
- ۱۸ فوریه لئون چائوشیان
- ۱۱ اوت واهان شاملیان
- ۵ ژوئین گارنیک مهرابیان
- ۲ آوریل مگردیچ مارکوسیان
- ۱۳ ژوئن رافائل کوتانجیان

## لینک‌های مرتبط
- https://fa.armradio.am/2022/06/08/در-ایروان-جشنواره-غذا-و-خوراکی-های-برگ/
- https://fa.armradio.am/2022/06/08/در-ایروان-جشنواره-شراب-برگزار-شد/